# Hålsjöholmen
Hålsjöholmen är ett naturreservat i Hudiksvalls kommun i Hälsingland.
Reservatet utgörs av en ö i södra Dellen, cirka 11 km nordost om Delsbo. Området är 5,5 hektar stort och skyddat sedan 1973. På Hålsjöholmen finns tallskog med inslag av gran och löv, bland annat grov asp. Här finns också en timrad fiskestuga och ett par fiskebodar.

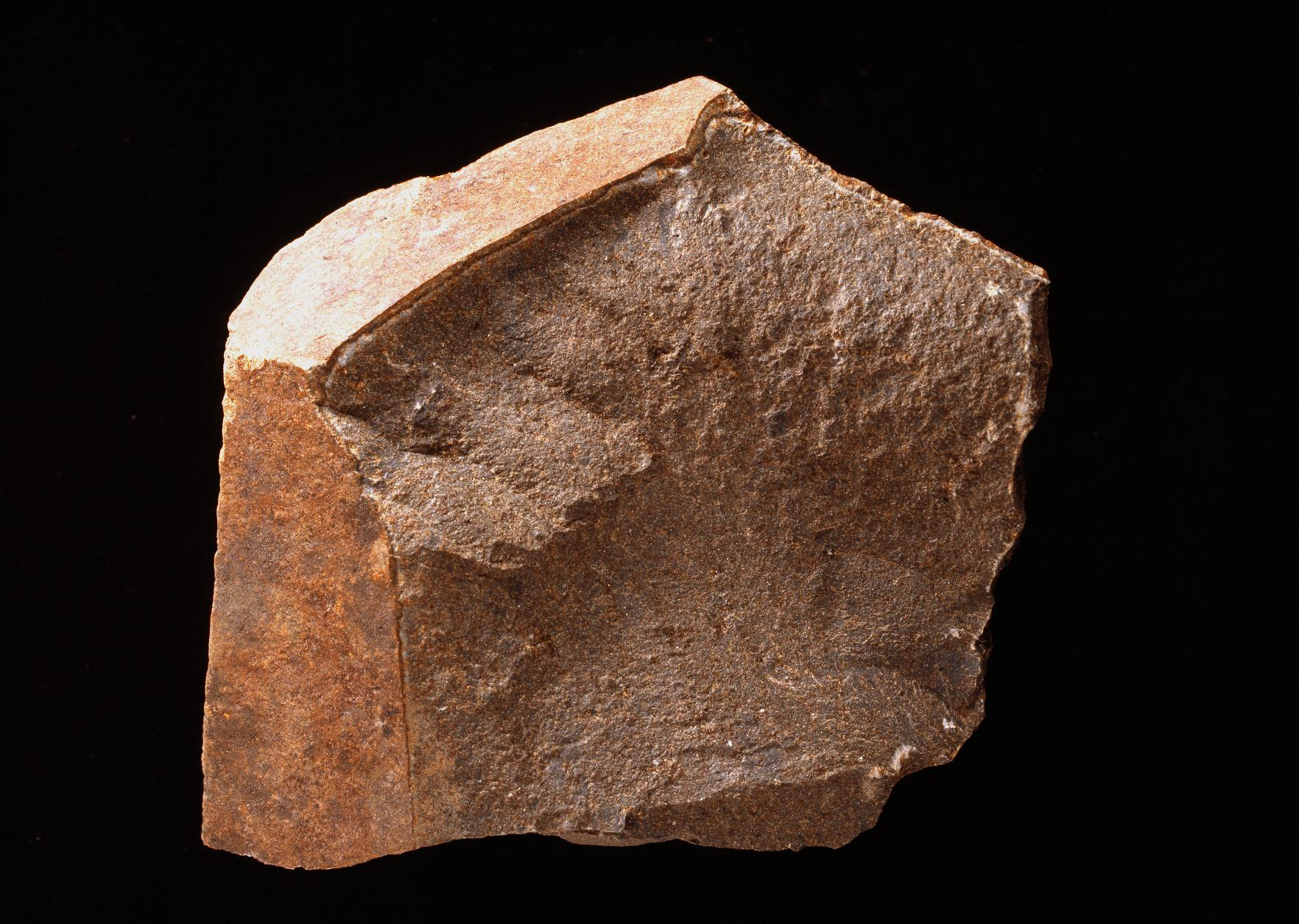
Dellenit

Hålsjöholmen, som är ett av länets äldsta naturreservat, bildades för att skydda och vårda områdets unika geologi. Här finns den unika bergarten dellenit som på holmens västra udde kan ses gå i dagen, en mörk finkornig bergart.
Dellenit är Hälsinglands landskapssten.